# La Redonde
La Redonde est un rocher inhabité dans l'archipel des Saintes dépendant de la commune de Terre-de-Haut. Il se situe à 150 mètres au sud de l'île de Terre-de-Haut, en face de la plaine. Il est l'extrémité nord de la passe du  Grand Îlet.
L'accès y est très difficile, la houle y est constamment mauvaise.

## Statut
La Redonde fait partie de la zone protégée par l'arrêté préfectoral de biotope en date du 10 décembre 1991

## Galerie

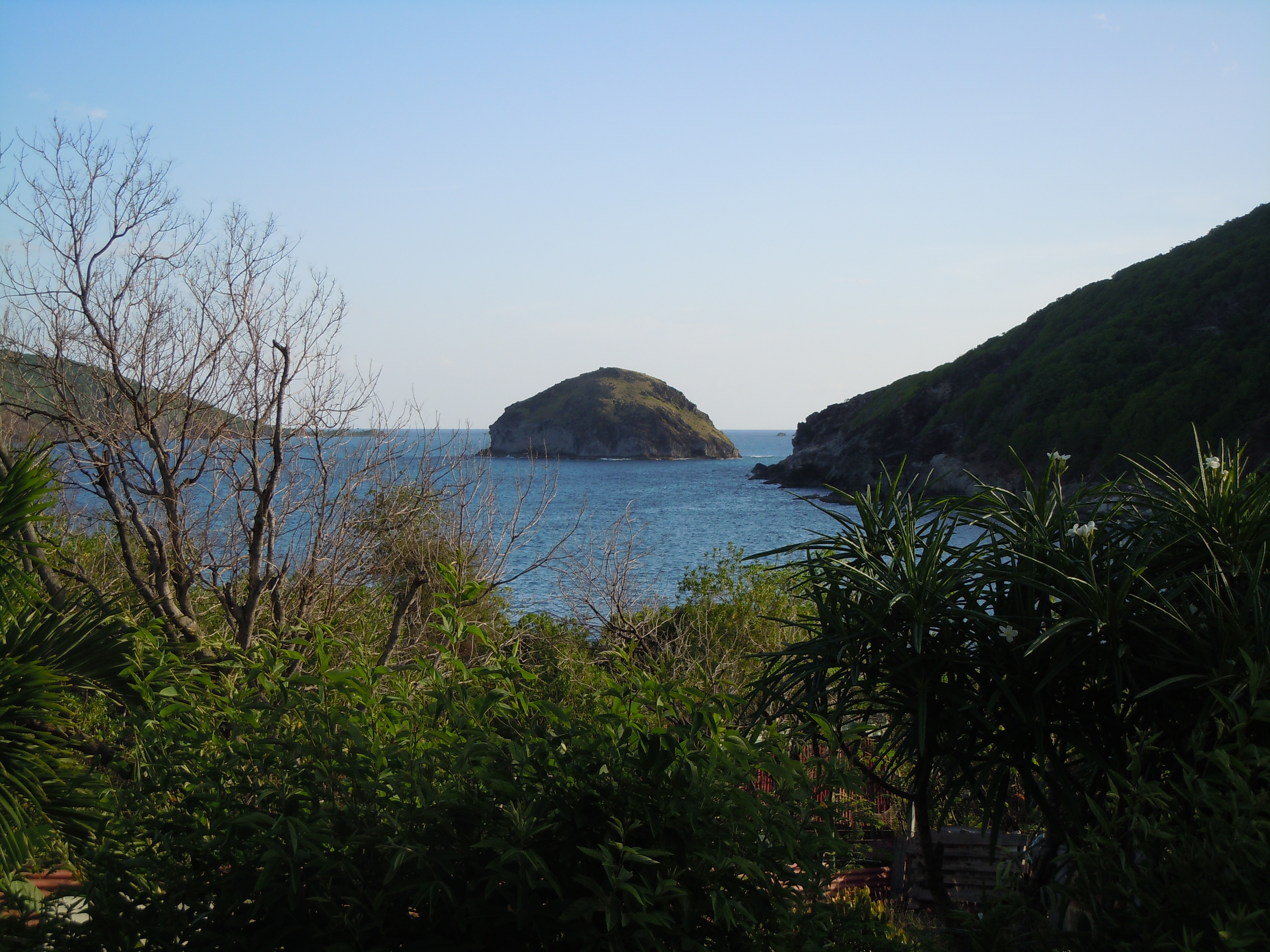
La Redonde, vue depuis l'Anse du Figuier